# أرمينية البقرادونية
أرمينية البقرادونية (بالإنجليزية: Bagratid Kingdom of Armenia)‏ (بالأرمنية: Բագրատունյաց Հայաստան أو Bagratunyats Hayastan أو Բագրատունիների թագավորություն أو Bagratunineri t’agavorut’yun)‏ هي دولة مستقلة أسّسها آشوط الأول البقرادوني في أوائل ثمانينيات القرن التاسع بعد ما يقرب من قرنين من الهيمنة الأجنبية على أرمينيا الكبرى تحت الحكم الأموي والعباسي. رغم انشغال كل من القوتين المعاصرتين آنذاك في المنطقة -العباسيين والبيزنطيين- في تركيز قواتهما لإخضاع شعوب المنطقة، ورغم الشتات الذي لحق العديد من عائلات النخارار الأرمينية النبيلة، نجح آشوط في إثبات نفسه قائدًا بارزًا في حركته لطرد العرب من أرمينيا.
ازدادت هيبة آشوط بمحاولة كل من القادة البيزنطيين والعرب -الحريصين على الحفاظ على دولة حاجزة بالقرب من حدودهم- التودد إليه. اعترفت الخلافة العباسية بآشوط على أنه «أمير الأمراء» في عام 862، وبعد ذلك، ملكًا (في عام 884 أو 885). أدى تأسيس مملكة البقرادوني لاحقًا إلى إنشاء العديد من الإمارات والممالك الأرمنية الأخرى: تارون وفاسبوراكان وقارص وخاتشن وسيونيك. كان من الصعب أحيانًا الحفاظ على الوحدة بين جميع هذه الولايات، إذ لم يضيع البيزنطيون والعرب فرصة في استغلال وضع المملكة لتحقيق مكاسبهم الخاصة. في عهد آشوط الثالث (732 إلى 748)، أصبحت آني عاصمة المملكة ونمت لتصبح مركزًا اقتصاديًا وثقافيًا مزدهرًا.
شهد النصف الأول من القرن الحادي عشر تراجع المملكة وانهيارها في نهاية المطاف. فاز الإمبراطور البيزنطي باسيل الثاني (حكم من عام 976 إلى عام 1025) بسلسلة من الانتصارات وأجزاء ملحقة من جنوب غرب أرمينيا؛ اضطر الملك هوفانيس سمباط التنازل عن أراضيه ووعد عام 1022 أن «يوصي» بمملكته للبيزنطيين بعد موته. ومع ذلك، بعد وفاة هوفانيس سمباط عام 1041، رفض خليفته، جاجيك الثاني، تسليم آني واستمر بالمقاومة حتى عام 1045، عندما استولت القوات البيزنطية أخيرًا على مملكته التي نالت منها التهديدات الداخلية والخارجية.

## نبذة تاريخية

### خلفية
أدى ضعف الإمبراطورية الساسانية خلال القرن السابع إلى ظهور قوة إقليمية أخرى، هم العرب المسلمون. غزا الأمويون العرب مساحات شاسعة من الأراضي في الشرق الأوسط، واتجهوا شمالًا، ليبدؤوا بشكل دوري في شن غارات على أراضي أرمينيا في عام 640. وقّع تيودور رشتوني، القربلاط الأرمني، معاهدة سلام مع الخلافة على الرغم من الحرب المستمرة مع العرب، وسرعان ما تسبب البيزنطيون بمزيد من الدمار في جميع أنحاء أرمينيا. في عام 661، وافق القادة الأرمن على الخضوع في ظل الحكم الإسلامي، بينما اعترف الأخير بغريغور ماميكونيان من عائلة النخارار ماميكونيان القوية كإشخان (أو أمير) لأرمينيا. ترأس المنطقة المعروفة باسم «الأرمينيا» وعاصمتها دبيل، أوستيكان أو محافظ.
مع ذلك، ازداد بطش[بحاجة لدقة أكثر] الحكم الأموي في أرمينيا في أوائل القرن الثامن.[بحاجة لمصدر] انتشرت التمردات ضد العرب في جميع أنحاء أرمينيا حتى عام 705، عندما ذبح الأوستيكان العربي لنخجوان جميع النبلاء الأرمن تقريبًا تحت ذريعة عقد اجتماع للمفاوضات. حاول العرب التصالح مع الأرمن ولكن تحصيل ضرائب مرتفعة وفقر البلاد بسبب انعدام التجارة الإقليمية وتفضيل الأمويين لعائلة البقرادوني على عائلة ماميكونيان (شملت العائلات البارزة الأخرى أرتسروني وكامساراكان ورشتوني) جعل تحقيق ذلك صعبًا. بالاستفادة من إطاحة العباسيين بالأمويين، اندلع تمرد ثانٍ على الرغم من أنه قوبل بالفشل جزئيًا بسبب الخلاف بين عائلتي البقرادوني وماميكونيان. أدى فشل التمرد أيضًا إلى تفكك أسرة ماميكونيان التي خسرت معظم الأراضي التي كانت تسيطر عليها (تمكن أفراد عائلة أرتستروني من الفرار والاستقرار في فاسبوراكان).
اندلع تمرد ثالث وأخير، ردًا على مظالم مماثلة كما الثاني، في عام 774 بقيادة موشيغ ماميكونيان وبدعم من النخارار الآخرين. ومع ذلك، زحف العرب العباسيون إلى أرمينيا بجيش من 30 ألف رجل وسحقوا التمرد والمحرِّضين عليه بشكل حاسم في معركة باغريفاند في 24 أبريل عام 775، تاركين فراغًا لتملأه العائلة الوحيدة السليمة إلى حد كبير، هي عائلة البقرادوني.

### صعود عائلة البقرادوني
بذلت عائلة البقرادوني قصارى جهدها لتحسين علاقاتها مع الخلفاء العباسيين منذ أن استولوا على السلطة عام 750. تعامل العباسيون دائمًا مع مبادرات العائلة بشيء من الريبة ولكن بحلول أوائل السبعينيات من القرن الثامن، كسبت عائلة البقرادوني دعمهم وتحسّنت العلاقة بين الاثنين تحسنًا جذريًا: سرعان ما بدأ يُنظر إلى أفراد عائلة البقرادوني على أنهم قادة الأرمن في المنطقة. بعد نهاية التمرد الثالث -الذي اختارت عائلة البقرادوني بحكمة عدم المشاركة فيه- وتشتيت العديد من العائلات الأميرية، تُركت العائلة دون أي منافسين شرسين. ومع ذلك، كانت الفرص المتاحة للسيطرة الكاملة على المنطقة معقدة بسبب الهجرة العربية إلى أرمينيا وتعيين الخليفة أمراء للحكم في المناطق الإدارية المُنشأة حديثًا (الإمارات). لكن عدد العرب المقيمين في أرمينيا لم يكبر قط ليشكل أغلبية ولم تكن الإمارات تابعة بالكامل للخليفة. وكما يشير المؤرخ جورج بورنوتيان، فإن «هذا التجزؤ في السلطة العربية أتاح الفرصة لعودة» عائلة البقرادوني برئاسة آشوط مساكر (آكل اللحوم).
بدأ آشوط بضم الأراضي التي كانت في السابق ملكًا لعائلة الماميكونيان، وقام بحملة نشطة ضد الأمراء كعلامة على ولائه للخليفة، الذي منحه في عام 804 لقب إشخان. عند وفاته في عام 826، أورث آشوط أرضه لاثنين من أبنائه: حصل ابنه الأكبر بقراط الثاني البقرادوني على تارون وساسون وورث اللقب المرموق إشخانات إشخان، أو أمير الأمراء، في حين أن أخاه سمباط المعترف أصبح سبارابت لإسبر وتايك.
إلا أن الأخوين لم يتمكنا من حل خلافاتهما مع بعضهما، ولم يتمكنا من تشكيل جبهة موحدة ضد المسلمين. اندلع تمرد أرميني جديد ضد الحكم العربي في عام 850 بقيادة بقراط وآشوط أرتسروني من فاسبوراكان لكنه فشل كالتمردات السابقة: أمسك جيش عربي بقيادة الجنرال التركي بوقا الكبير بقراط وسمباط وغيرهم من الأمراء الأرمن وقمع التمرد بوحشية.

### تأسيس المملكة
انقلبت الموازين لصالح الأرمن في عام 867 مع تولي الإمبراطور الأرمني من بيزنطة باسيل الأول، الذي أضعفت حملاته العسكرية الناجحة ضد العرب الحكمَ العباسي في أرمينيا. في عام 857، خلف آشوط الأول أباه سمباط، اتبع آشوط نهجًا مدروسًا لاستعادة الأراضي التي كان يسيطر عليها العرب سابقًا بشكل تدريجي. حصل على لقب أمير الأمراء في عام 862 وعيّن شقيقه عباس كسبارابت، عندما شرعوا في طرد العرب من قاعدتهم في تايك. فشلت جهوده الأولية لطرد أوستيكان أرمينيا، لكن ذلك لم يمنعه من الاستفادة من التنافس العربي البيزنطي.